# Matt Thaiss
Matthew Kevin Thaiss (Municipio de Jackson, Nueva Jersey, 6 de mayo de 1995), más conocido como Matt Thaiss, es un jugador profesional estadounidense de béisbol que se desempeña en la posición de cácher en Chicago White Sox, equipo de las Grandes Ligas de Béisbol (MLB).

## Carrera
Thaiss hizo su debut en la MLB con el equipo Los Angeles Angels, en el cual jugó seis temporadas (2019-2024), después pasó a Chicago White Sox.